# Portola Valley (Kalifornia)
Portola Valley város az USA Kalifornia államában, San Mateo megyében. Lakosainak száma 4456 fő (2020. április 1.).

## Népesség
A település népességének változása:

| 2010 | 4 353 |
| 2020 | 4 456 |